# Baron Hamilton of Hameldon

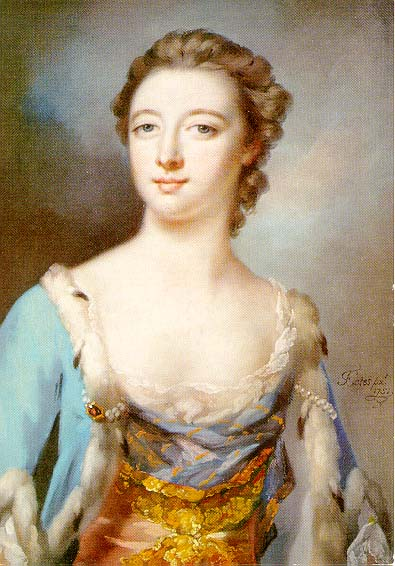
Elizabeth Campbell, 1. Baroness Hamilton

Baron Hamilton, of Hameldon in the County of Leicester, ist ein erblicher britischer Adelstitel in der Peerage of Great Britain. Die territoriale Widmung bezieht sich auf einen kleinen Ort, der heute Hambledon heißt und sich in Rutland befindet. Zur Unterscheidung von anderen gleichnamigen Baronien Hamilton, wird diese auch Baron Hamilton of Hameldon genannt.

## Verleihung
Der Titel wurde am 20. Mai 1776 für Elizabeth Campbell, Duchess of Argyll (geborene Gunning), geschaffen. Sie war die Witwe des James Hamilton, 6. Duke of Hamilton († 1758) und in zweiter Ehe Gattin des John Campbell, 5. Duke of Argyll.
Bei ihrem Tod fiel der Titel an ihren Sohn aus erster Ehe, Douglas Hamilton, 8. Duke of Hamilton, als 2. Baron. Als dieser 1799 kinderlos starb, fiel der Titel an dessen Halbbruder, aus der zweiten Ehe der Mutter, George Campbell als 3. Baron. 1806 erbte dieser von seinem Vater auch den Titel Duke of Argyll. Die Baronie Hamilton of Hameldon ist seither ein nachgeordneter Titel des jeweiligen Duke of Argyll.

## Liste der Barone Hamilton of Hameldon (1776)
- Elizabeth Campbell, 1. Baroness Hamilton of Hameldon (1733–1790)
- Douglas Hamilton, 8. Duke of Hamilton, 2. Baron Hamilton of Hameldon (1756–1799)
- George Campbell, 6. Duke of Argyll, 3. Baron Hamilton of Hameldon (1768–1839)
- John Campbell, 7. Duke of Argyll, 4. Baron Hamilton of Hameldon (1777–1847)
- George Campbell, 8. Duke of Argyll, 5. Baron Hamilton of Hameldon (1823–1900)
- John Campbell, 9. Duke of Argyll, 6. Baron Hamilton of Hameldon (1845–1914)
- Niall Campbell, 10. Duke of Argyll, 7. Baron Hamilton of Hameldon (1872–1949)
- Ian Campbell, 11. Duke of Argyll, 8. Baron Hamilton of Hameldon (1903–1973)
- Ian Campbell, 12. Duke of Argyll, 9. Baron Hamilton of Hameldon (1937–2001)
- Torquhil Campbell, 13. Duke of Argyll, 10. Baron Hamilton of Hameldon (* 1968)

Titelerbe (Heir apparent) ist der Sohn des aktuellen Titelinhabers, Archibald Frederick Campbell, Marquess of Lorne (* 2004).